# 간다라 미술
간다라 미술(Gandhara art) 또는 그리스 불교 미술(Greco-Buddhist art)은 고대 그리스 미술과 불교의 문화적 혼합주의인 그리스 불교를 예술적으로 표현한 것이다. 주로 인도 아대륙의 북서쪽 변두리에 위치한 고대 간다라 지역을 중심으로 발전했다.
간다라 미술로 이어지는 일련의 상호 작용은 알렉산드로스 대왕이 이 지역에 잠시 침입한 것을 시작으로 마우리아 황제 아소카가 이 지역을 불교로 개종시키면서 일어났다. 불교는 인도-그리스 왕국에서 두드러진 종교가 되었다. 그러나 간다라 미술은 서기 1~3세기에 처음으로 살아남은 부처의 경건한 이미지가 만들어 졌을 때 쿠샨 제국에서 진정으로 꽃을 피우며 퍼졌다. 간다라 미술은 서기 3~5세기에 절정에 달했는데, 이 시기에 현존하는 대부분의 모티브와 예술 작품이 제작되었다.
간다라 미술은 불교적 주제를 특징으로 하며, 때로는 그리스-로마 요소를 각색하여 그리스-로마 미술의 영향을 크게 받은 스타일과 형태로 표현된다. 헬레니즘 미술의 강한 이상주의적 사실주의와 감각적 묘사를 가지고 있으며, 불교의 초기 무형주의 시대를 종식시킨 최초의 인간 형상의 석가모니를 만들어낸 것으로 여겨진다.
대형 조각품에 나타난 인체의 모습은 인도 남부와 동부에 상당한 영향을 미쳤으며, 불교가 전파되면서 그 영향력은 일본까지 퍼졌다.

## 같이 보기
- 불교 미술